# یواس‌اس اوون (دی‌دی-۵۳۶)
یواس‌اس اوون (دی‌دی-۵۳۶) (به انگلیسی: USS Owen (DD-536)) یک کشتی بود که طول آن ۱۱۴٫۷ متر (۳۷۶ فوت) بود. این کشتی در سال ۱۹۴۳ ساخته شد.